# Goriška ravan
Goriška ravan (tudi Goriško polje) je prodna nasipina Soče med Sveto goro in Krasom na Goriškem.
Goriška ravan je nastala na prostoru, kjer reka Soča priteče iz gorskega sveta in prečka okoli 10 km širok pas eocenskega vipavskega fliša. V flišu je ustvarila prostorno dolino in jo pozneje zapolnila od 3 do 4 km na široko s pretežno apnenčevim prodom in peskom. Ravan ima precejšen nagib, saj se od Solkana do Mirna zniža za 48 m. Na severnem delu Goriške ravni teče Soča ob Goriških brdih, nato jo preseka in v južnem delu sledi vznožju Krasa. Padec soške struge na tem delu znaša 2,3‰ in je za polovico manjši od naklona Goriške ravni. Hitro se znižuje tudi relativna višina ravni ob toku navzdol: v Solkanu je okoli 40 m nad strugo, pri Gorici 33 m, pri Štandrežu (Sant' Andrea) 26 m in pod Škrljami (Scariano) 20 m, zato teh naselij poplave ne ogrožajo.
Goriška ravan ima zaradi alpskih vplivov spremenjeno sredozemsko podnebje; ugodne klimatske razmere, uravnano nasuto površje in rodovitna tla omogočajo poljedelstvo in vinogradništvo. Naselja so nastala večinoma na robovih Goriškega polja, na terasah nad Sočo pa le v njenem južnem delu.